# Annona longiflora
Annona longiflora är en kirimojaväxtart som beskrevs av Sereno Watson.
Annona longiflora ingår i släktet annonor och familjen kirimojaväxter. Inga underarter finns listade i Catalogue of Life.